# Palpimanus tuberculatus
Palpimanus tuberculatus is een spinnensoort uit de familie Palpimanidae. De soort komt voor in Zuid-Afrika.